# Незнамов, Василий Петрович
Василий Петрович Незнамов (р. 26 февраля 1944 года в с. Петровка Абдулинского района Оренбургской обл.) — российский физик, с 2011 года — член-корреспондент РАН, с октября 2016 года — её действительный член (академик).

## Биография
В 1968 г. окончил Московский инженерно-физический институт (с 2009 года — Национальный исследовательский ядерный университет «МИФИ») по специальности «Теоретическая ядерная физика». С этого же времени в ядерном центре «Арзамас-16». Первый заместитель научного руководителя Российского федерального ядерного центра — ВНИИ экспериментальной физики (РФЯЦ-ВНИИЭФ, г. Саров), директор Института теоретической и математической физики (ИТМФ) Д-р физ.-мат. наук (1988), Заслуженный деятель науки РФ, лауреат Государственной премии СССР и лауреат Государственной премии РФ. Последователь научной теоретической школы РФЯЦ-ВНИИЭФ, основанной и развитой академиками Я. Б. Зельдовичем, А. Д. Сахаровым, Ю. А. Трутневым, В. Н. Михайловым, Р. И. Илькаевым.
Специалист в областях теоретической и экспериментальной ядерной физики, связанных с разработкой |ядерного и термоядерного оружия, обеспечением его эффективности, надежности и безопасности.

## Научная деятельность
Основные научные результаты связаны с исследованиями в области физики взаимодействия нейтронно-ядерных и термоядерных процессов в плотной плазме, известной как физика бустинга. Создатель высокоэффективной теории бустинга, оказавшей огромное влияние на создание современных ядерных зарядов. Обосновал возможность реализации режима устойчивого слабого бустинга и участвовал в его практической реализации в важнейших разработках специализированных термоядерных зарядов. Исследовал вопросы повышения эффективности и устойчивости бустинга. Результаты этих работ практически реализованы при его личном участии в одном из основных видов термоядерного оружия России. Развивает направление, связанное с дальнейшей разработкой теории бустинга, имеющей огромное значение для создания современных ядерных зарядов, поддержания эффективности, надежности и безопасности ядерного арсенала РФ.
Начиная с 2006 его научные интересы переходят к области гравитации, в частности к теории черных дыр, и космологии.

## Награды, почетные звания
Член научно-технического совета ядерно-оружейного комплекса Госкорпорации Росатом, председатель секции НТС ЯОК Росатома по наноматериалам и нанотехнологиям, учёный секретарь Экспертной комиссии при Отделении физических наук РАН по присуждению золотой медали РАН имени А. Д. Сахарова.
Награждён в 2009 году орденом Трудового Красного Знамени и орденом «За заслуги перед Отечеством» IV ст.
Лауреат Государственной премии СССР (1981) и Государственной премии РФ (2003).